# 地蒽酚
地蒽酚（英語：或anthralin）是一种有机化合物，化学式C14H10O3，属于蒽酮的羟基衍生物，可用作治疗銀屑病的藥品。